# Werner Heel
Pour les articles homonymes, voir Heel.
Werner Heel, né le 23 mars 1982 à Merano, est un skieur alpin italien s'illustrant dans les épreuves de vitesse que sont la descente et le super G, discipline dont il est deuxième du classement de la saison 2008-2009 de Coupe du monde.

## Carrière
Aux championnats du monde 2009, il prit une septième place en descente ce qui constitue son meilleur résultat en championnat du monde. En Coupe du monde, il est monté à dix reprises sur un podium et y a remporté trois victoires - en descente le 28 février 2008 à Kvitfjell, et en super G le 19 décembre 2008 à Val Gardena et le 12 mars 2009 à Aare. Ses résultats lui ont permis d'atteindre le top 20 mondial en coupe du monde et d'atteindre le second rang du classement du super G derrière Aksel Lund Svindal lors de la saison 2009.
Il participe aux Jeux olympiques d'hiver de 2010, où il est 12e de la descente et 4e en super G, son meilleur résultat en grand championnat et aux Jeux olympiques d'hiver de 2014, où il est 12e de la descente et 17e du super G. En mars 2015, il se classe troisième de la descente de Kvitfjell, derrière Hannes Reichelt et Manuel Osborne-Paradis pour monter sur son dixième et ultime podium en Coupe du monde, deux ans après son neuvième obtenu au même endroit. Lors des saisons suivantes, Heel ne parvient pas à obtenir de résultats significatifs et se retrouve au-delà du centième rang au classement général de la Coupe du monde.
Il prend sa retraite sportive en 2019.

## Palmarès

### Jeux olympiques d'hiver
| Épreuve / Édition | Vancouver 2010 | Sotchi 2014 |
| Descente          | 12e            | 12e         |
| Super G           | 4e             | 17e         |

### Championnats du monde
| Épreuve / Édition | Åre 2007 | Val d'Isère 2009 | Garmisch-Partenkirchen 2011 | Schladming 2013 | Vail-Beaver Creek 2015 |
| Descente          | -        | 7e               | 22e                         | 16e             | 32e                    |
| Super G           | 27e      | 14e              | 8e                          | 20e             | 26e                    |
| Combiné           | Abandon  | -                | -                           | -               | -                      |

### Coupe du monde
- Meilleur classement général : 16e en 2009 et en 2013.
- Meilleur classement du super G : 2e en 2009.
- 10 podiums, dont 3 victoires.

#### Détail des victoires
| Épreuve / Édition | Descente  | Super G         |
| 2008              | Kvitfjell |                 |
| 2009              |           | Val Gardena Åre |

#### Classements en Coupe du monde

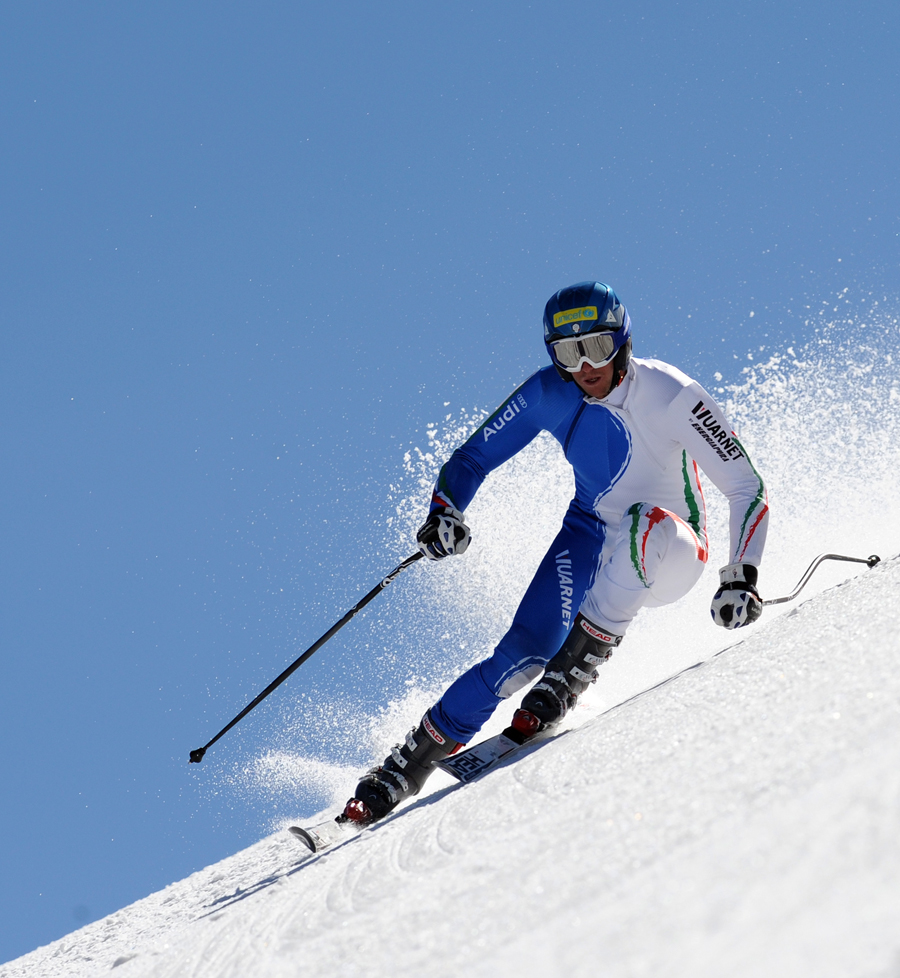
Werner Heel aux Deux Alpes

| Année/Classement | Année/Classement | Général | Général | Descente | Descente | Slalom | Slalom | Slalom géant | Slalom géant | Super G | Super G | Combiné | Combiné |
| ---------------- | ---------------- | ------- | ------- | -------- | -------- | ------ | ------ | ------------ | ------------ | ------- | ------- | ------- | ------- |
| Année/Classement | Année/Classement | Class.  | Points  | Class.   | Points   | Class. | Points | Class.       | Points       | Class.  | Points  | Class.  | Points  |
| 2005             | 2005             | 136e    | 8       | -        | -        | -      | -      | -            | -            | 42e     | 8       | -       | -       |
| 2006             | 2006             | 83e     | 55      | 41e      | 16       | -      | -      | -            | -            | 36e     | 17      | 29e     | 22      |
| 2007             | 2007             | 74e     | 89      | 33e      | 57       | -      | -      | -            | -            | 32e     | 19      | 36e     | 13      |
| 2008             | 2008             | 24e     | 397     | 5e       | 273      | -      | -      | -            | -            | 21e     | 106     | 38e     | 18      |
| 2009             | 2009             | 16e     | 491     | 11e      | 213      | -      | -      | -            | -            | 2e      | 256     | 26e     | 22      |
| 2010             | 2010             | 18e     | 419     | 3e       | 292      | -      | -      | -            | -            | 17e     | 90      | 26e     | 37      |
| 2011             | 2011             | 34e     | 256     | 22e      | 118      | -      | -      | -            | -            | 14e     | 123     | -       | -       |
| 2012             | 2012             | 97e     | 45      | 45e      | 10       | -      | -      | -            | -            | 35e     | 35      | -       | -       |
| 2013             | 2013             | 16e     | 408     | 10e      | 184      | -      | -      | -            | -            | 4e      | 224     | -       | -       |
| 2014             | 2014             | 40e     | 222     | 19e      | 142      | -      | -      | -            | -            | 22e     | 80      | -       | -       |
| 2015             | 2015             | 38e     | 216     | 14e      | 186      | -      | -      | -            | -            | 33e     | 30      | -       | -       |
| 2016             | 2016             | 107e    | 32      | 41e      | 32       | -      | -      | -            | -            | -       | -       | -       | -       |
| 2017             | 2017             | 120e    | 19      | 41e      | 19       | -      | -      | -            | -            | -       | -       | -       | -       |
| 2018             | 2018             | 147e    | 8       | 51e      | 8        | -      | -      | -            | -            | -       | -       | -       | -       |
| 2019             | 2019             | 154e    | 2       | 59e      | 2        | -      | -      | -            | -            | -       | -       | -       | -       |

### Coupe d'Europe
- 2e du classement de descente en 2018.
- 5 podiums.

### Championnats d'Italie
- Champion du super G en 2004.